# Sinopodisma bidenta
Sinopodisma bidenta är en insektsart som beskrevs av Liang 1989. Sinopodisma bidenta ingår i släktet Sinopodisma och familjen gräshoppor. Inga underarter finns listade i Catalogue of Life.